# DeLillos
deLillos är ett pop/rockband från Oslo. Det bildades 1984 och albumdebuterade 1986. De blir, tillsammans med, DumDum Boys, Jokke & Valentinerne och Raga Rockers, omtalade som "De fyra stora" på 1980-talet i Norge. Sångare och gitarrist Lars Lillo-Stenberg är huvudsaklig låtskrivare och textförfattare. Han har också släppt flera soloalbum och varit drivande i andra sidoprojekt.
Gruppen har, i loppet av en lång karriär, markerat sig som ett av de viktigaste, mest originella, och största i norsk populärmusikhistoria. De har lyckats att få publiken att vara med på allsång på konserterna, och de har gjort det naive till en slags konstform. 
Musikaliskt pendlar deLillos mellan elektrisk gitarr-rock och finstämda akustiska visor. Neil Young, John Martyn, The Kinks och The Beatles kan ses som riktpunkter för gruppens estetik. Inte minst bandets texter har uppmärksammats i sin naivistiska ärlighet kring kärlek, människors samspel och det vidunderliga vardagsäventyr som är livet.

## Historia
Gruppen bildades 1984 av Lars Lillo-Stenberg (sång, gitarr, piano). Debuten på skiva kom november 1985. deLillos valde, som några av de andra stora banden på 1980-talet i Norge, att skriva sina texter på norska. Ändå mer speciellt var det minimalistiska uttrycket, men på samma gång en stor ljudbild. Dessutom en sångare som sjunger på fint riksmål, och med en hög tenor, som påminner en del om den stora favoriten, Neil Young.  
Albumet Suser avgårde, inspelat 1986, med Jørn Christensen som producent, blev hyllat. En samlad musikpress utropade det till årets bästa norska album. Många av melodierna på albumet har följt bandet genom karriären. Andra som skriver text, och melodier, är Per Lillo Stenberg (far till Lars), och gruppens andra låtskrivere, Lars Fredrik Beckstrøm, vars styrke skulle bli novelleaktige, ofta absurda sånger, där text och melodi binds samman till en enhet som ofta överraskar den som lyssnar på sångerna han gjort. 
Hjernen er alene blev ett stort norskt album, en dubbel-LP, med 23 låtar. Albumet höjde ytterligare standarden på norsk pop och rock. Neste sommer, blev den kommersiella toppen i deLillos produktion. Titellåten blev populär, och har blivit en låt som har hållit sig populär i många, många år. Albumet sålde 85 000, och gruppen fick Spellemannpris.
Så har gruppen fortsatt att komma med album med jämna mellanrum. deLillos firade sitt 20-årsjubileum 2004 med många konserter. Man gav också ut några äldre album, i samband med att man firade 20 år som artister i Norge. År 2014 blev de klara för "Rockheim Hall of Fame". År 2015 spelade man, i loppet av 2 veckor, alla sina melodier, närmare 250 stycken, på Schous Kulturbryggeri, Riksscenen i Oslo.

## Medlemmar
Nuvarande medlemmar
- Lars Lillo-Stenberg – sång, gitarr, låtskrivare (1984–)
- Lars Fredrik Beckstrøm – basgitarr, sång, låtskrivare (1984–)
- Øystein Paasche – trummor (1988–2005, 2013–)
- Lars Lundevall – gitarr, sång (1992–2005, 2009–)

Tidigare medlemmar
- Svenn Arne Glosli – basgitarr (1984)
- Rune Lindstrøm – trummor (1984–1985, 2006–2013)
- Øystein Jevanord – trummor (1986–1988)

Livemedlemmar
- Kyrre Fritzner – keyboard, gitarr, percussion, bakgrundssång (2004–2008)

## Diskografi
Studioalbum
- Suser avgårde (1986)
- Før var det morsomt med sne (1987)
- Hjernen er alene (1989)
- Svett smil (1990)
- Varme mennesker (1991)
- Neste sommer (1993)
- Sent og tidlig (1995)
- Stakkars (1997)
- Kast alle papirene (1999)
- Midt i begynnelsen (2002)
- Suser avgårde (deluxe edition) (2005)
- Suser videre  (2006)
- Før var det morsomt med sne (deluxe edition) (2009)
- Huskeglemme (2009)
- Trist å være glad (2011)
- Vi er på vei, vi kanke snu (2012)
- Rett og slett livet (2014)
- Peiling på seiling (2016)
- La oss bli fri for all nostalgi (2017)
- Dum som et menneske (2020)

Livealbum
- Mere (1994)
- Hjernen er alene i Operaen (2010)
- Trist å være glad (live) (2010)

EPs
- Det var Stones (1998)
- Ikke gå (2004)

Samlingsalbum
- Gamle sanger om igjen (1998)
- Festen er ikke over... det er kake igjen (2005)